# Saison 2005-2006 du Paris Saint-Germain
Maillots
Chronologie
Saison précédente Saison suivante
La saison 2005-2006 du Paris Saint-Germain est la 32e saison consécutive du club de la capitale en première division.
C'est la dernière saison de l'ère Canal+. L'annonce de la cession a lieu le 11 avril 2006 puis devient effective le 20 juin 2006. Dix-huit jours après l'annonce du désengagement de la chaîne cryptée, le PSG enlève sa septième Coupe de France face à l'Olympique de Marseille, ouvrant ainsi les portes de la Coupe UEFA 2006-2007 au PSG. La conquête de ce trophée face au rival marseillais sauve une saison en demi-teinte au niveau du championnat sanctionné par une neuvième place au classement général final. L'objectif d'accrocher une qualification pour la Ligue des champions n'est pas atteint malgré un changement d'entraîneur en décembre, Laurent Fournier laissant sa place à Guy Lacombe. Pauleta tire toutefois son épingle du jeu en inscrivant 21 buts en championnat, il hérite du titre de meilleur buteur.
En Coupe de la Ligue, les Parisiens sont éliminés dès les huitièmes de finale à la suite d'une défaite 2-0 au Stadium face au Toulouse FC.

## Avant-saison

### Transferts

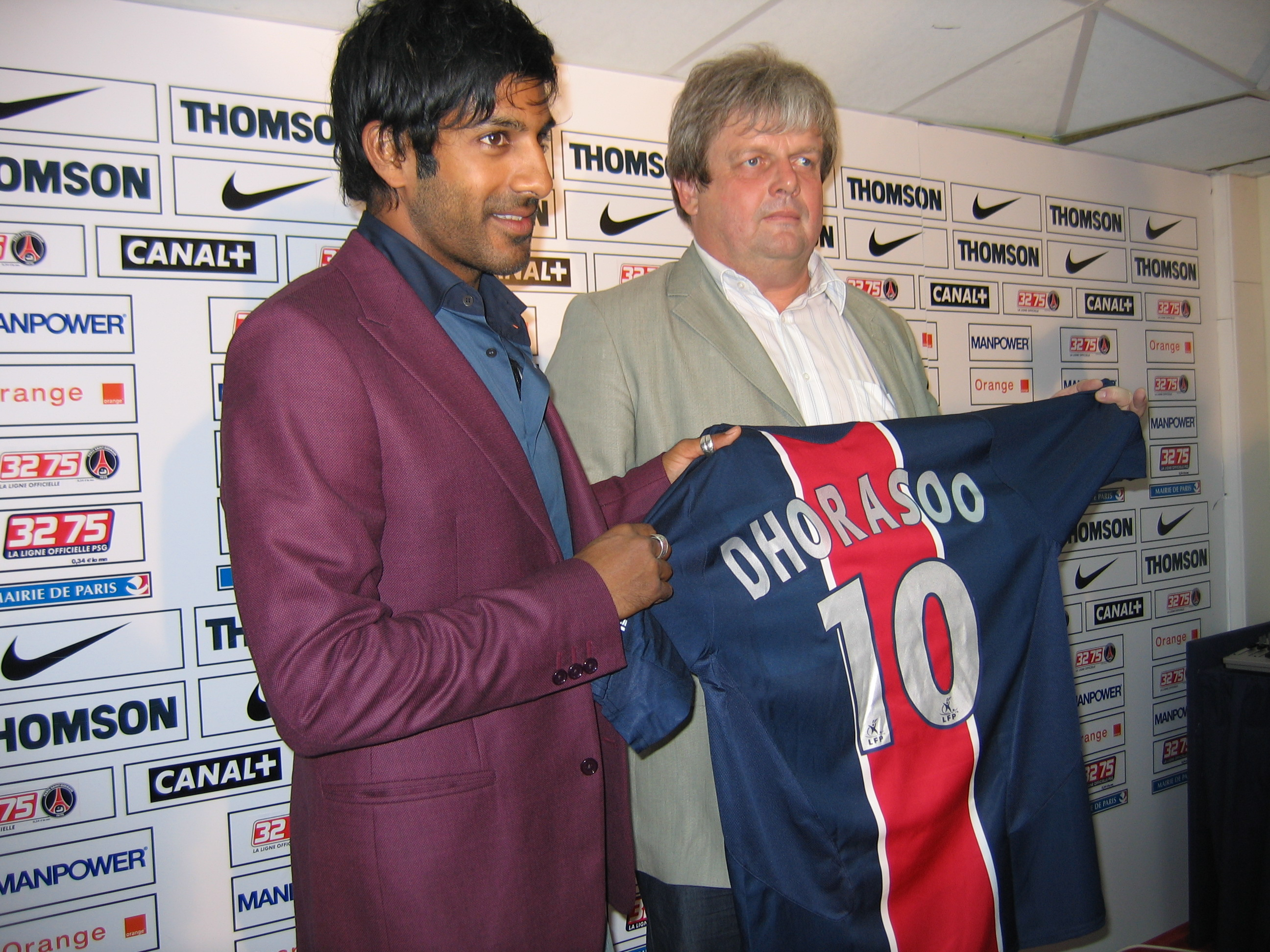
Présentation à la presse de Vikash Dhorasoo au PSG le 6 juillet 2005 par Jean-Michel Moutier, responsable de la section professionnelle du club parisien.

| Nom                     | Nationalité            | Transfert                        | Provenance/Destination | Division                |
| ----------------------- | ---------------------- | -------------------------------- | ---------------------- | ----------------------- |
| Arrivées                |                        |                                  |                        |                         |
| Christophe Landrin      | France                 | Fin de contrat                   | Lille OSC              | Ligue 1                 |
| Bonaventure Kalou       | Côte d'Ivoire Pays-Bas | Transfert (8,5 millions d'euros) | AJ Auxerre             | Ligue 1                 |
| David Rozehnal          | République tchèque     | Transfert (3 millions d'euros)   | FC Bruges              | Jupiler Pro League      |
| Vikash Dhorasoo         | France                 | Transfert (3 millions d'euros)   | AC Milan               | Serie A                 |
| Carlos Bueno            | Uruguay                | ?                                | CA Peñarol             | Primera División        |
| Cristian Rodríguez      | Uruguay Italie         | ?                                | CA Peñarol             | Primera División        |
| Paulo César             | Brésil Italie          | Fin du prêt                      | Santos FC              | Brasileirão             |
| Franck Dja Djédjé       | France Côte d'Ivoire   | Fin du prêt                      | Stade brestois         | Ligue 2                 |
| Ahmed Kantari           | Maroc                  | Premier contrat professionnel    | Paris Saint-Germain B  | CFA                     |
| Départs                 |                        |                                  |                        |                         |
| Selim Benachour         | Tunisie                | ?                                | Vitória Guimarães      | Primeira Liga           |
| Hélder Cristóvão        | Portugal Angola        | Fin de contrat                   | AEL Larissa            | Superleague Elláda      |
| Charles-Édouard Coridon | France                 | ?                                | Ankaragücü             | Süper Lig               |
| Reinaldo                | Brésil                 | ?                                | Kashiwa Reysol         | J. League               |
| José-Karl Pierre-Fanfan | France                 | ?                                | Rangers FC             | Scottish Premier League |
| Filipe Teixeira         | Portugal               | ?                                | Académica de Coimbra   | Primeira Liga           |
| Lorik Cana              | Albanie                | Transfert (4 millions d'euros)   | Olympique de Marseille | Ligue 1                 |
| Danijel Ljuboja         | Serbie-et-Monténégro   | Transfert (2,2 millions d'euros) | VfB Stuttgart          | Bundesliga              |
| Bartholomew Ogbeche     | Nigeria                | Fin de contrat                   | Al-Jazira Club         | UAE Football League     |
| Alioune Touré           | France Mali            | ?                                | UD Leiria              | Primeira Liga           |
| Romain Rocchi           | France                 | ?                                | AC Ajaccio             | Ligue 1                 |

| Nom             | Nationalité          | Transfert                      | Provenance/Destination | Division     |
| --------------- | -------------------- | ------------------------------ | ---------------------- | ------------ |
| Départs         |                      |                                |                        |              |
| Sergueï Semak   | Russie               | Transfert (3 millions d'euros) | FK Moscou              | Premier-Liga |
| Branko Bošković | Serbie-et-Monténégro | Prêt                           | ESTAC Troyes           | Ligue 1      |

## Compétitions

### Championnat
La saison 2005-2006 de Ligue 1 est la soixante-huitième édition du championnat de France de football et la quatrième sous l'appellation « Ligue 1 ». La division oppose vingt clubs en une série de trente-huit rencontres. Les meilleurs de ce championnat se qualifient pour les coupes d'Europe que sont la Ligue des Champions (le podium), la Coupe UEFA et la Coupe Intertoto. Le Paris Saint-Germain participe à cette compétition pour la trente-troisième fois de son histoire et la trente-deuxième depuis la saison 1974-1975.

#### Classement et statistiques
Le Paris Saint-Germain termine le championnat à la neuvième place avec 13 victoires, 13 matchs nuls et 12 défaites. Une victoire rapportant trois points et un match nul un point, le PSG totalise 52 points soit 32 de moins l'Olympique lyonnais, champion de France. Les Parisiens possèdent la sixième meilleure attaque du championnat, ex æquo avec l'Olympique de Marseille, mais la dixième défense. Le Paris SG est la huitième meilleure équipe à domicile du championnat (36 points), mais la quinzième à l'extérieur (16 points).
Le Paris Saint-Germain est qualifié pour le tour préliminaire de la Coupe UEFA 2006-2007 ainsi que le RC Lens, quatrième du championnat, et l'AS Nancy-Lorraine, vainqueur de la Coupe de la Ligue. L'Olympique lyonnais et les Girondins de Bordeaux, vainqueur et dauphin du championnat, se qualifient pour la phase de groupe de la Ligue des champions 2006-2007 et le Lille OSC, qui finit troisième, participera aux barrages de la compétition pour tenter d'accéder à la phase de groupes. L'Olympique de Marseille et l'AJ Auxerre, respectivement cinquième et sixième, disputeront la Coupe Intertoto 2006. Les trois clubs relégués en Ligue 2 2006-2007 sont l'AC Ajaccio, le RC Strasbourg et le FC Metz.
Extrait du classement de Ligue 1 2005-2006
| Rang | Équipe                 | Pts | J  | G  | N  | P  | Bp | Bc | Diff |
| --- | ---------------------- | --- | -- | -- | -- | -- | -- | -- | ---- |
| 1 | Olympique lyonnais     | 84  | 38 | 25 | 9  | 4  | 73 | 31 | +42  |
| 2 | Girondins de Bordeaux  | 69  | 38 | 18 | 15 | 5  | 43 | 25 | +18  |
| 3 | Lille OSC              | 62  | 38 | 16 | 14 | 8  | 56 | 31 | +25  |
| 4 | RC Lens                | 60  | 38 | 14 | 18 | 6  | 48 | 34 | +14  |
| 5 | Olympique de Marseille | 60  | 38 | 16 | 12 | 10 | 44 | 35 | +9   |
| 6 | AJ Auxerre             | 59  | 38 | 17 | 8  | 13 | 50 | 39 | +11  |
| 7 | Stade rennais          | 59  | 38 | 18 | 5  | 15 | 48 | 49 | -1   |
| 8 | OGC Nice               | 58  | 38 | 16 | 10 | 12 | 36 | 31 | +5   |
| 9 | Paris SG               | 52  | 38 | 13 | 13 | 12 | 44 | 38 | +6   |
| 10 | AS Monaco              | 52  | 38 | 13 | 13 | 12 | 42 | 36 | +6   |
| - Phase de groupes de la Ligue des Champions 2006-2007 - Barrages de la Ligue des Champions 2006-2007 - Tour préliminaire de la Coupe UEFA 2006-2007 - Troisième tour de la Coupe Intertoto 2006 |                        |     |    |    |    |    |    |    |      |

### Coupe de France
La coupe de France 2005-2006 est la 89e édition de la coupe de France, une compétition à élimination directe mettant aux prises tous les clubs de football amateurs et professionnels à travers la France métropolitaine et les DOM-TOM. Elle est organisée par la FFF et ses ligues régionales.

### Coupe de la Ligue
La Coupe de la Ligue 2005-2006 est la 12e édition de la Coupe de la Ligue, compétition à élimination directe organisée par la Ligue de football professionnel (LFP) depuis 1994, qui rassemble uniquement les clubs professionnels de Ligue 1, Ligue 2 et National.

## Joueurs et encadrement technique

### Statistiques collectives
| Compétition       | Débute au tour | Termine       | Matches joués | Gagnés | Nuls | Perdus | Buts pour | Buts contre | Différence |
| ----------------- | -------------- | ------------- | ------------- | ------ | ---- | ------ | --------- | ----------- | ---------- |
| Ligue 1           | -              | 9e            | 38            | 13     | 13   | 12     | 42        | 36          | +6         |
| Coupe de France   | 1/32 de finale | Vainqueur     | 6             | 6      | 0    | 0      | 14        | 3           | +11        |
| Coupe de la Ligue | 1/16 de finale | 1/8 de finale | 2             | 1      | 0    | 1      | 4         | 3           | +1         |
| Total             | -              | -             | 46            | 20     | 13   | 13     | 60        | 42          | +38        |